# Gezeitenkraftwerk Strangford
Das Gezeitenkraftwerk Strangford (vom Betreiber Sea Generation Ltd. auch kurz SeaGen genannt) war ein Gezeitenkraftwerk der Bauart Meeresströmungskraftwerk (d. h. ohne Stauwerk) in der Meerenge von Strangford, County Down, Nordirland.
Durch diese Meerenge, die den Strangford Lough mit der Irischen See verbindet, strömt mit jeder Flut Wasser, und die Strömung erreicht eine stetige Geschwindigkeit von mehr als 5 Knoten (2,4 m/s). Hieraus generierte SeaGen mit zwei Axialturbinen eine Leistung von etwa 1,2 Megawatt, damit galt es im Jahr 2009 als leistungsstärkstes im kommerziellen Betrieb befindliches Meeresströmungskraftwerk.

## Technik
Die wichtigsten technischen Daten der Anlage:
- Die zwei Rotoren waren eng an moderne Windturbinen angelehnt. Jeder hatte einen Durchmesser von 16 m, ein Gewicht von 27 t und eine maximale elektrische Leistung von 600 kW. Die Flügel waren im Anstellwinkel verstellbar, so dass sie der Strömung angepasst werden konnten. Die Rotoren drehten sich nominal mit einer Geschwindigkeit von bis zu 14,3 Umdrehungen pro Minute. Über ein Getriebe wurde die Drehzahl für den Generator auf 1000 Umdrehungen pro Minute übersetzt.
- Die Traverse (der Querbalken), an dem die beiden Rotoren befestigt waren, hatte eine Länge von 29 m und inklusive Rotoren ein Gewicht von 150 t. Die Traverse mit den Rotoren konnte zu Wartungszwecken mittels eines hydraulischen Hubsystems aus dem Wasser gehoben werden.
- Der im Wasser stehende Turm hatte eine Höhe von 40,7 m über Grund und einen Durchmesser von 3 m. Das Wasser hat an dieser Stelle – je nach Tide – eine Tiefe zwischen 24 und 28,3 m (Tidenhub 4,3 m). Die Strömungsgeschwindigkeit liegt bei durchschnittlich 3,7 m/s (7,2 kn) und maximal bei 4,8 m/s (9,3 kn).

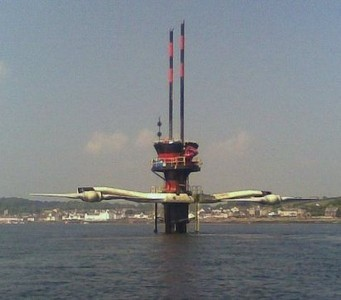
Rotoren zur Wartung aus dem Wasser gehoben
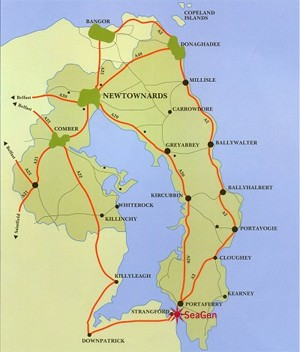
Lage an der Meerenge von Strangford (durch roten Stern markiert)

## Geschichte
SeaGen ist eine Entwicklung des Unternehmens Marine Current Turbines (MCT) aus Bristol. Die Anlage basierte auf dem Vorgängermodell SeaFlow, eine Pilotanlage mit 300 kW Leistung und nur einem Rotor, die von MCT im Mai 2003 vor der Küste von North Devon in Südwest-England installiert wurde. Zuvor, bereits 1994, wurde eine kleine Versuchsanlage mit 15 kW im Loch Linnhe, an der Westküste Schottlands getestet.
SeaGen wurde von der Werft Harland & Wolff in Belfast gefertigt und vormontiert. Von hier wurde die Anlage nach Strangford transportiert, wo die Anlage im April 2008 errichtet wurde. Im Juli 2008 wurde erstmals Strom ins Netz eingespeist. Bei der weiteren Inbetriebnahme wurde durch einen Steuerungsfehler ein Rotor überlastet und beschädigt, so dass die Anlage zunächst nur mit halber Leistung arbeiten konnte. Bis Dezember 2008 war der Schaden behoben und SeaGen lieferte danach volle Leistung. Im regulären, kommerziellen Betrieb wurden bis 2012 6 GWh eingespeist. Der Betreiber, Atlantis Resources, betrachtete die Anlage als ein Projekt für Forschung und Entwicklung, das Erkenntnisse über den gesamten Lebenszyklus einer solchen Einrichtung liefern sollte. 2016 wurde der Abbau eingeleitet, der 2017 beendet wurde.

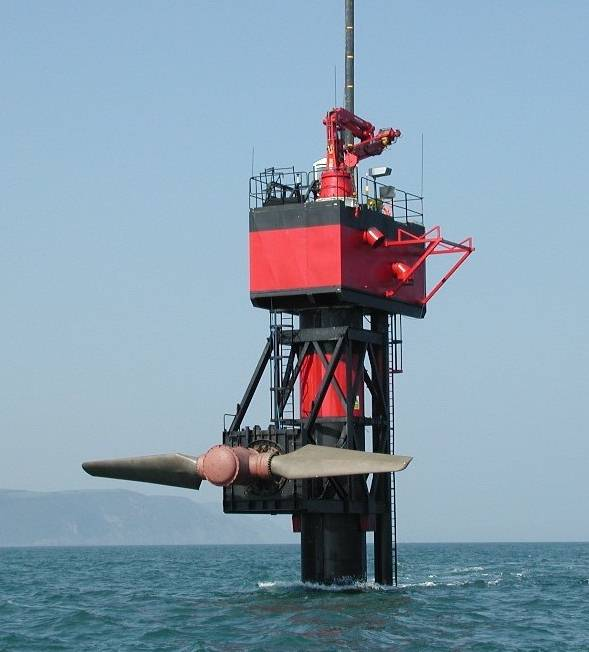
Vorgängermodell SeaFlow
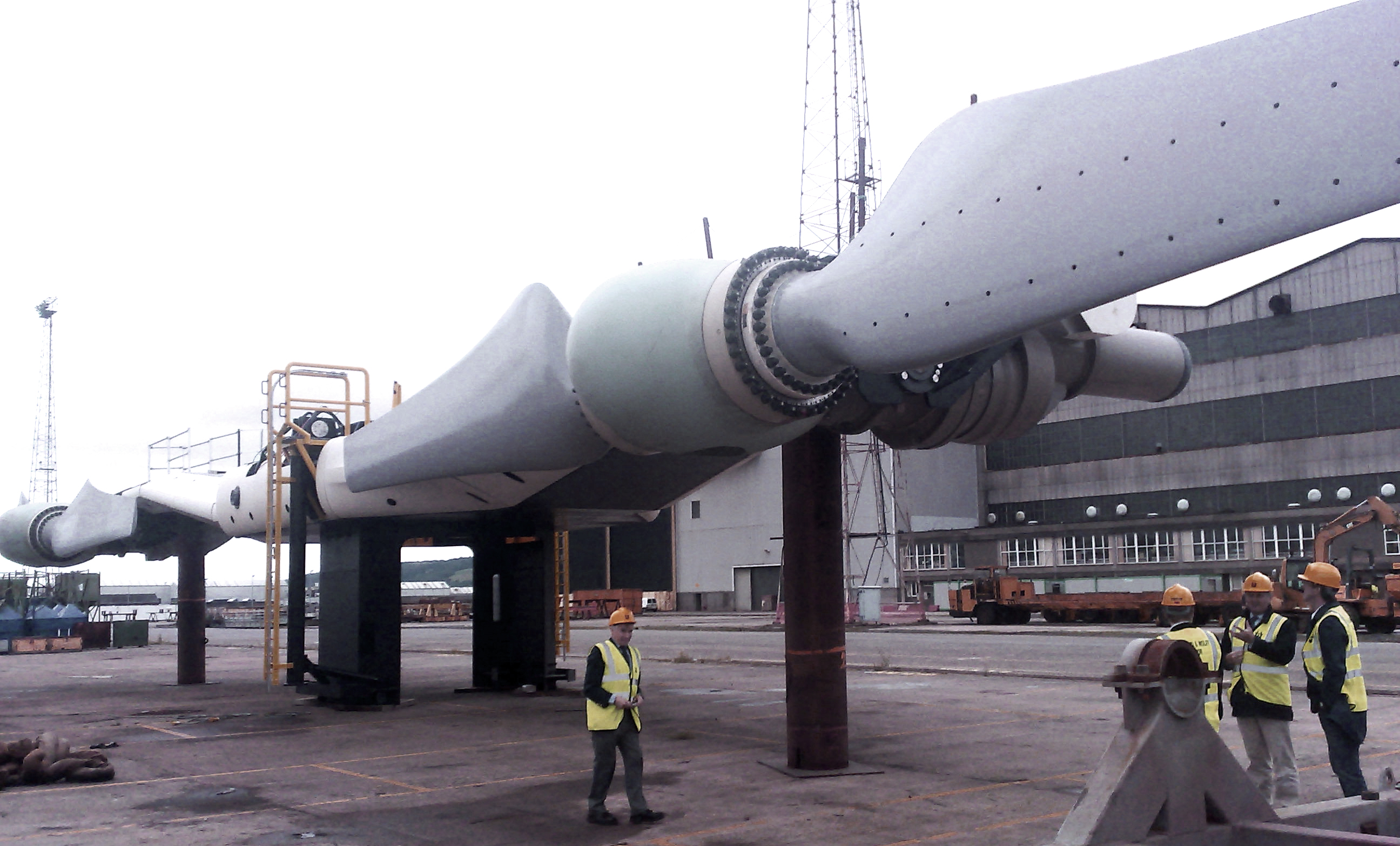
Rotoren vor der Installation an Land
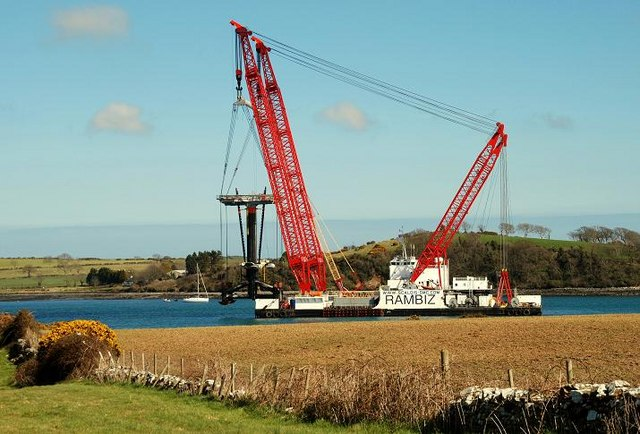
Errichtung der Anlage (März 2008)